# 中部地区 (四日市市)
中部地区（ちゅうぶちく）は、三重県四日市市の地区の一つ。中世以来の歴史的な四日市の中心地区（江戸時代の四日市宿）を含み、四日市市役所、JR四日市駅、近鉄四日市駅などは当地区に所在する。四日市市役所中部地区市民センターの管轄区域である。

## 概要
旧四日市町と旧浜田村に存在する。

## 地理

### 地域

#### 共同地区
| 近鉄四日市駅東の西新地（夜） |  | 四日市一番街入り口（夜） |
| 近鉄四日市駅東の西新地（夜） |  | 四日市一番街入り口（夜） |

- 読み方：きょうどう
- 三重郡四日市町と三重郡浜田村が存在した→三重郡四日市町が1889年（明治22年）に成立→1897年（明治30年）に四日市市制が施行される。[1]
- 戦後に近鉄四日市駅が設置されて、交通網の拠点となる。市役所などの行政機関を擁す四日市の中心地である。市制施行当時の四日市市にあたる。地名としては諏訪、諏訪栄町、西浦などがある。小学校区は中部西小学校区である。
- 近鉄四日市駅を中心に商店街が栄えていたが、大型郊外店のイオングループに押されて衰退。現在は都市型マンション（高層マンション）の新規建設が著しい。
- 近鉄四日市駅西は昼の街、東は夜の街というイメージがあるように、西はララスクエア四日市などのショッピング施設などが多いが、東は居酒屋、カラオケ、風俗店が多く立地している。
- 面積は6.54 km2

#### 同和地区
- 読み方：どうわ
- 三重郡四日市町と三重郡浜田村が存在した→三重郡四日市町が1889年（明治22年）に成立→1897年（明治30年）に四日市市制が施行される。[1]
- 四日市市で最も歴史の古い市である慈善橋市場を擁し、２・７・５・０のつく日の7時から市が立つ。市制施行当時の四日市市にあたる。地名としては八幡町などがある。小学校区は中部西小学校区である。
- 面積は6.54 km2

#### 中央地区
- 読み方：ちゅうおう
- 三重郡四日市町と三重郡浜田村が存在した→三重郡四日市町が1889年（明治22年）に成立→1897年（明治30年）に四日市市制が施行される。[1]
- JR四日市駅があり、戦前までは、四日市の交通網の拠点であった。市制施行当時の四日市市にあたる。地名としては本町、新町、新々町、沖の島町などがある。小学校区は中央小学校区である。
- 本町通り発展会、沖の島発展会などの商店街や本町プラザ、四日市郵便局の本局がありシビックコアの一角を担う。本町通り発展会の南側には廃墟で注目を集める三和商店街もあるが崩壊が著しい。
- 面積は6.54 km2

#### 港地区
- 読み方：みなと
- 三重郡四日市町と三重郡浜田村が存在した→三重郡四日市町が1889年（明治22年）に成立→1897年（明治30年）に四日市市制が施行される。[1]
- 稲葉三右衛門が築港した四日市港（旧港と呼ばれている稲葉町・高砂町周辺）を擁し、四日市市の繁栄の礎となった。市制施行当時の四日市市にあたる。

地名としては納屋、高砂町、蔵町、稲葉町などがある。行政地区として共同地区・同和地区・中央地区・港地区・浜田地区がある。小学校区は中央小学校区（旧納屋小学校区である
- 山車としては鯨船「明神丸」、日本最高高のからくり山車「大入道」を持つ地区である。
- 面積は6.54 km2

#### 浜田地区
- 読み方：はまだ
- 三重郡四日市町と三重郡浜田村が存在した→三重郡四日市町が1889年（明治22年）に成立→1897年（明治30年）に四日市市制が施行される。[1]
- 滝川一益によって滅ぼされた浜田城跡に鵜森神社が鎮座。社宝の「十六間四方白星兜鉢」（じゅうろっけん しほうじろ ほしかぶとばち）は国の重要文化財に指定され、10月の秋季例大祭では一般に公開されている。 市制施行当時の四日市市にあたる。地名としては浜田、鵜の森などがある。小学校区は浜田小学校区である。
- 近鉄名古屋線新正駅や四日市南警察署などがある。
- 戦前は大山の上で獅子舞をまわしていたが大山山車が消失したのちも市指定無形文化財である中浜田舞獅子、南浜田舞獅子があり、また、新正町の獅子舞も存続している。山車としては富士の巻狩りがある。
- 面積は6.54 km2